# کاملیا ۹۵۷

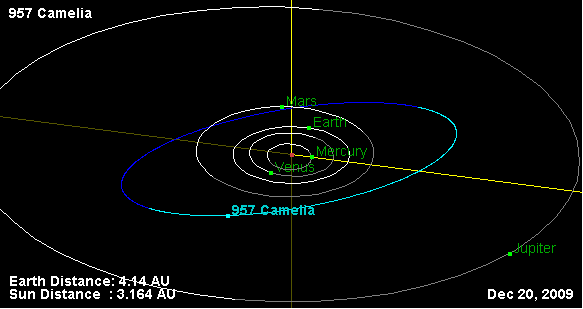
نمایی از محل قرارگیری سیارک کاملیا ۹۵۷ در مدار - ۲۰۰۹

سیارک ۹۵۷ (به انگلیسی: 957 Camelia، نامگذاری:1921JX) نهصد و پنجاه و هفتمین سیارک کشف شده‌است که در ۷ سپتامبر ۱۹۲۱ و در هایدلبرگ کشف شد.
قدر مطلق سیارک برابر ۹٫۷۰ است.